# Вильясон (город)

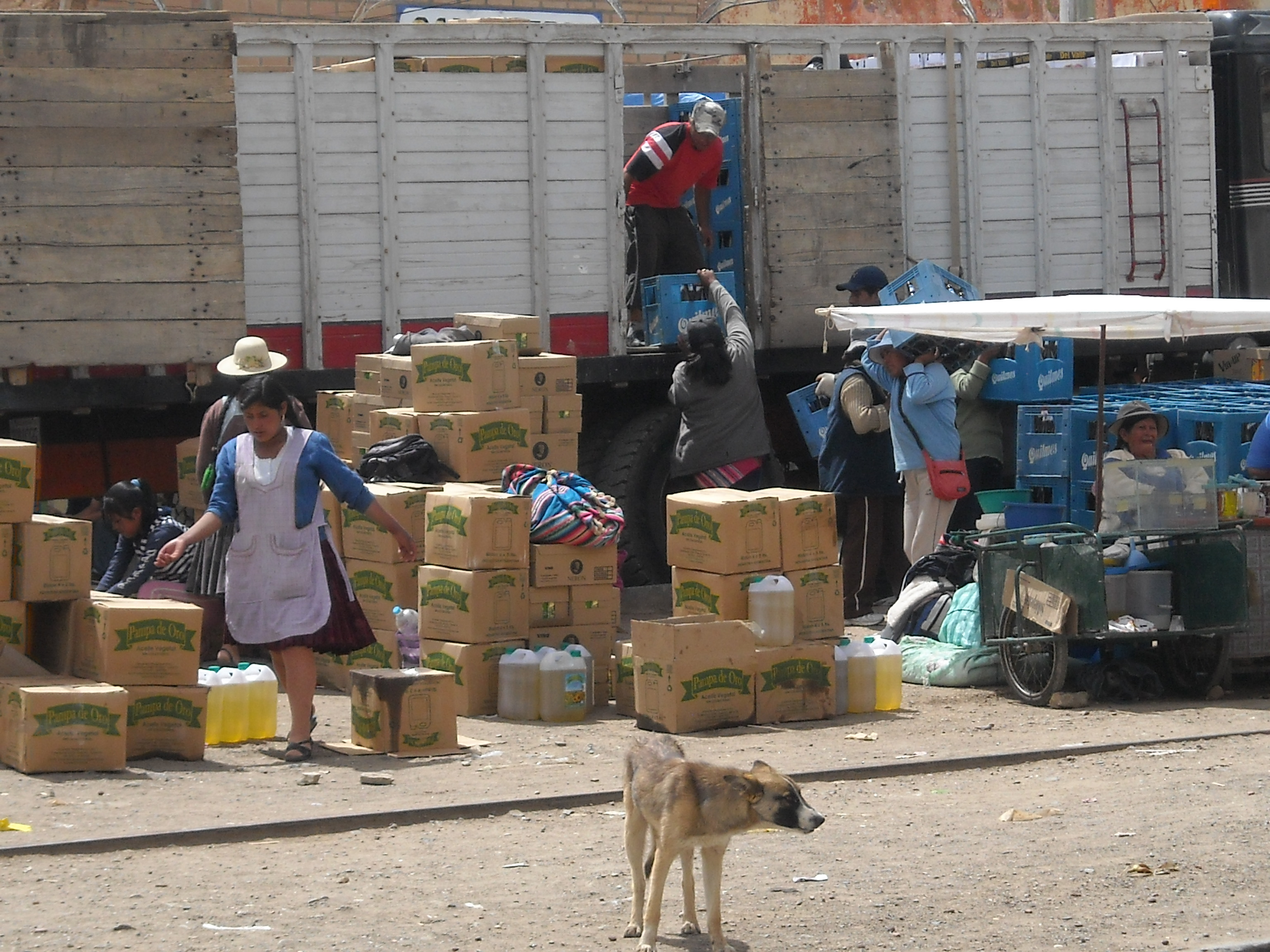
Улица у границы

Вильясон (исп. Villazón) — город на юге Боливии в департаменте Потоси. 
Город располагается на северном берегу небольшой реки Модесто Омисте, по другую сторону реки находится аргентинский город Ла-Кьяка. От Вильясона до Потоси 347 км. Город был основан 20 мая 1910 года и назван в честь Элиодора Вильясона. Население 37 133 человека (2012).
Через границу между Вильясоном и Ла-Кьяка осуществляется постоянный обмен товарами, большая часть из которых — контрабанда.